# I Am Victor
I Am Victor es una película de drama de 2013, dirigida por Jonas Pate, escrita por Mark Goffman y basada en una novela de Jo Nesbø, los protagonistas son Chelah Horsdal, Angela Sarafyan, Matthew Lillard y Lorenza Izzo, entre otros. Esta obra cinematográfica fue realizada por NBC Universal Television, Television 360, se estrenó el 15 de octubre de 2013.

## Sinopsis
Victor Port (John Stamos) es un sólido abogado de divorcios con una percepción especial de las parejas.